# فيتوريو إمانويلي أورلاندو
فيتوريو إمانويلي أورلاندو (بالإيطالية: Vittorio Emanuele Orlando) هو سياسي إيطالي، معروف بتمثيله لإيطاليا في مؤتمر باريس للسلام عام 1919 إلى جانب وزير الخارجية سيدني سونينو. كان معروفًا أيضًا باسم «بريميير أوف فيكتوري» وذلك بعد تغلّبه على قوى المركز بوقوفه إلى جانب الحلفاء في الحرب العالمية الأولى. حصل على منصب عضو ورئيس للجمعية الدستورية التي بدّلت شكل الحكومة الإيطالية وجعلته جمهوريًا. بصرف النظر عن دوره السياسي البارز، يُعرف أورلاندو أيضًا بكتاباته حول القضايا القانونية والقضائية، والتي يتجاوز عددها مئة كتاب (إذ كان أورلاندو أستاذًا في القانون).

## حياته ومسيرته المهنية المبكرة
وُلد أورلاندو في مدينة باليرمو في صقلية. تأخر والده، وهو رجل نبيل، في تسجيل أوراق ولادته خوفًا من أنصار جوزيبي غاريبالدي الذين اقتحموا صقلية في المرحلة الأولى من زحفهم الهادف إلى بناء دولة إيطالية.
درس أورلاندو القانون في جامعة باليرمو وقد اعتُرف به كقانوني مرموق. في عام 1897، انتُخِب في مجلس النواب الإيطالي (بالإيطالية: Camera dei Deputati) لمنطقة بارتينيكو، وقد أُعيد انتخابه للمنصب ذاته باستمرار حتى عام 1925. انضّم إلى جيوفاني جوليتي، وهو رئيس وزراء إيطاليا لخمس مرات بين عامي 1892 و1921.

## رئاسة الوزراء
باعتباره ليبراليًا، خدم أورلاندو في أدوار مختلفة بمنصب وزير. في عام 1903، شَغِل منصب وزير التعليم في عهد رئيس الوزراء جوليتي. في عام 1907، عُيّين وزيرًا للعدل، وهو منصب استمرّ بشغله حتى عام 1909. أُعيد تعيينه في الوزارة ذاتها في نوفمبر من عام 1914 داخل حكومة أنتونيو سالاندرا حتى عُيّن بمنصب وزير الداخلية في يونيو من عام 1916 تحت قيادة باولو بوسيللي.
بعد الكارثة العسكرية الإيطالية في الحرب العالمية الأولى في معركة كابوريتو في 25 أكتوبر عام 1917، والتي أدّت إلى سقوط حكومة بوسيللي، أصبح أورلاندو رئيس الوزراء، واستمر في شغل هذا المنصب حتى نهاية الحرب. كان مؤيدًا قويًا لفكرة دخول إيطاليا الحرب، وقد قاد حكومة جبهة «اتحاد ساكرا» الوطنية وأعاد تنظيم الجيش. تلقى أورلاندو الكثير من التشجيع في دعمه للحلفاء عن طريق الحوافز السرّية التي قُدمت لإيطاليا من خلال معاهدة لندن عام 1915. وُعِدَت إيطاليا بالحصول على مكاسب إقليمية كبيرة في منطقة دالماتيا. كان أول عمل قام به أورلاندو كرئيس للحكومة هو إقالة الجنرال لويجي كادورنا وتعيين الجنرال أرماندو دياز مكانه، إذ كان دياز يحظى باحترام وتقدير كبيرين. ثم أعاد التأكيد على ضرورة وضع سيطرة مدنية على الشؤون العسكرية، والتي لطالما عارض كادورنا تلك الفكرة. وضعت حكومة أورلاندو سياسات جديدة تعاملت مع القوات الإيطالية بشكل أقل قسوة وأنشأت نظامًا عسكريًا أكثر كفاءة، تحت قيادة الجنرال دياز. أُنشئت وزارة المساعدة العسكرية ومعاشات الحرب، وتلقى الجنود سياسات تأمين جديدة على حياتهم وذلك من أجل تقديم المساعدة لأسرهم في حال وفاتهم أثناء الحرب، إلى جانب توفير المزيد من التمويل للجهود الدعائية الهادفة إلى تمجيد الجندي العام/المشترك، وزادت مدة الإجازة السنوية مدفوعة الأجر للجنود من 15 إلى 25 يوم. كمبادرة من الجنرال دياز، عمل على التخفيف من النظام القاسي الذي كان يمارسه كادورنا، وقد زاد حصص الإعاشة، واعتمد استراتيجيات عسكرية أكثر حداثة على الجبهة الغربية. كانت نتيجة كل هذه التعديلات هي وضع تأثير قوي يهدف إلى زيادة معنويات الجيش الذي كان قد انهار في السابق بشكل مؤلم. سرعان ما أثبتت حكومة أورلاندو شعبيتها بين عموم السكان إذ أعاد ذلك تقوية المعنويات الوطنية خاصة بعد كارثة معركة كابوريتو، إلى جانب تعهّد أورلاندو العلني بالتراجع إلى «صقلية» في حال لزم الأمر ومقاومة الغزاة النمساويين من هناك، على الرغم من أنه أكد أيضًا أنه لن يحدث هناك انهيار عسكري.
مع توقف الهجوم النمساوي المجري من قِبل الجنرال دياز في المعركة الثانية لنهر بياف، هدأ القتال على الجبهة الإيطالية إذ قام الطرفان بإحضار عناصرهما اللوجستية. أمر أورلاندو بإجراء تحقيق لمعرفة أسباب الهزيمة في معركة كابوريتو. أظهر التحقيق بأن السبب وراء تلك الهزيمة هو خطأ في القيادة العسكرية. بينما واصل أورلاندو إصلاح أخطاء الجيش، رفض مطالب كلا الجانبين من الممر السياسي الداعية إلى إجراء محاكمات جماعية للجنرالات والوزراء. استقرت الجبهة الإيطالية بشكل منظّم تحت قيادته، بحيث تمكنت إيطاليا من إرسال مئات الآلاف من قواتها إلى الجبهة الغربية لدعم حلفائها، بينما كانوا بدورهم يستعدون لشن هجوم كبير لإخراج النمسا-المجر من الحرب. في ظلّ الهجوم الذي شُنّ في نوفمبر عام 1918، بدأ الإيطاليون معركة فيتوريو فينيتو وتغلبوا فيها على النمساويين المجر، إذ اعتُبر هذا النصر إنجازًا هامًا تزامن مع انهيار الجيش النمساوي المجري ونهاية الحرب العالمية الأولى على الجبهة الإيطالية، إلى جانب تزامنه مع نهاية الإمبراطورية النمساوية المجرية. إثر انتصار إيطاليا في عام 1918، حصل على أورلاندو على لقب «بريميير أوف فيكتوري- Premier of Victory».

## مؤتمر باريس للسلام
كان واحدًا من الحلفاء الأربعة الكبار، وهم قادة الحلفاء الرئيسيين والمشاركين في مؤتمر باريس للسلام في عام 1919، إلى جانب الرئيس الأمريكي وودرو ويلسون، ورئيس الوزراء الفرنسي جورج كليمنصو ورئيس الوزراء البريطاني ديفيد لويد جورج. على الرغم من كونه رئيسًا للوزراء ويشغل منصب رئيس الوفد الإيطالي؛ إلا أن أورلاندو كان عاجزًا عن التحدث باللغة الإنجليزية، بالإضافة إلى أن موقفه السياسي الضعيف في الداخل سمح لوزير الخارجية لحزب المحافظين، سيدني سونينو النصف ويلزي، بلعب دور مهيمن.
كانت نتيجة خلافاتهم هذه كارثية خلال المفاوضات. إذ كان أورلاندو مستعدًا للتخلي عن المطالبات الإقليمية في ضم دالماتيا على أن يستولي على مدينة رييكا (أو فيومي كما يطلق عليها الإيطاليون) -إذ أنها الميناء البحري الرئيسي على البحر الأدرياتيكي- بينما لم يكن سونينو مستعدًا للتخلي عن دالماتيا أبدًا. انتهى الأمر بإيطاليا بالمطالبة بالمدينتين وفشلها بالحصول على أي منهما، معارضةً لسياسة ويلسون في تقرير المصير الوطني. دعم أورلاندو اقتراح المساواة العرقية الذي قدمته اليابان في المؤتمر.
غادر أورلاندو المؤتمر بشكل نهائي في أوائل أبريل من عام 1919. ثم عاد لفترة وجيزة في الشهر التالي، لكنه اضطر إلى الاستقالة قبل أيام فقط من توقيع معاهدة فرساي. وأصبحت حقيقة أنه لم يكن أحد الموقعين على تلك المعاهدة علامة فخر له في وقت لاحق من حياته. أطلق عليه رئيس الوزراء الفرنسي جورج كليمنصو لقب «ذا ويبر-The Weeper» وأشار أورلاندو إلى نفسه بفخر قائلًا: «عندما ... عَلِمت أنهم لن يعطونا ما يحق لنا ... لقد تلويّت على الأرض. وطرقت رأسي على الجدار، بكيت، أردت أن أموت».
قُوّض موقف أورلاندو السياسي بشكل خطير بسبب فشله في تأمين وتحقيق المصالح الإيطالية في مؤتمر باريس للسلام. استقال أورلاندو في 23 يونيو من عام 1919، إثر عجزه عن الاستيلاء على مدينة فيومي لصالح إيطاليا في التسوية السلمية. كان ما يدعى «النصر المشوّه» أحد أسباب صعود بينيتو موسوليني للسلطة. في ديسمبر عام 1919، انتُخِب أورلاندو رئيسًا لمجلس النواب الإيطالي، لكنه لم يشغل منصب رئيس الوزراء مرة أخرى.

## نظام الفاشية وسنواته الأخيرة
عندما استولى بينيتو موسوليني على السلطة في عام 1922، دعمه أورلاندو تكتيكيًا في البداية، لكن سُلِب منه لقب الدوتشي جراء جريمة قتل جياكومو ماتيوتي في عام 1924. وبعد ذلك تخلّى عن السياسة، واستقال من مجلس النواب في عام 1925، حتى عام 1935 عند زحف موسوليني إلى إثيوبيا، الأمر الذي أثار حسّ الوطنية لدى أورلاندو. عاود أورلاندو بعد ذلك الظهور لفترة وجيزة في الساحة السياسية عندما كتب رسالة دعم فيها موسوليني.

في عام 1944، عاود أورلاندو الدخول إلى الميدان السياسي. ومع سقوط حكومة موسوليني، أصبح أورلاندو زعيم الاتحاد الوطني الديمقراطي. انتُخب رئيسًا لمجلس النواب الإيطالي، وخدم حتى عام 1946. في عام 1946، انتُخب عضوًا في الجمعية التأسيسية لإيطاليا وشَغل منصب رئيس الجمعية. في عام 1948، عُيّن لمنصب عضو مجلس الشيوخ لمدى الحياة، وكان مرشحًا لرئاسة الجمهورية (انتُخب من قبل البرلمان) ولكن فاز عليه لويجي إينودي. توفي في عام 1952 في روما.

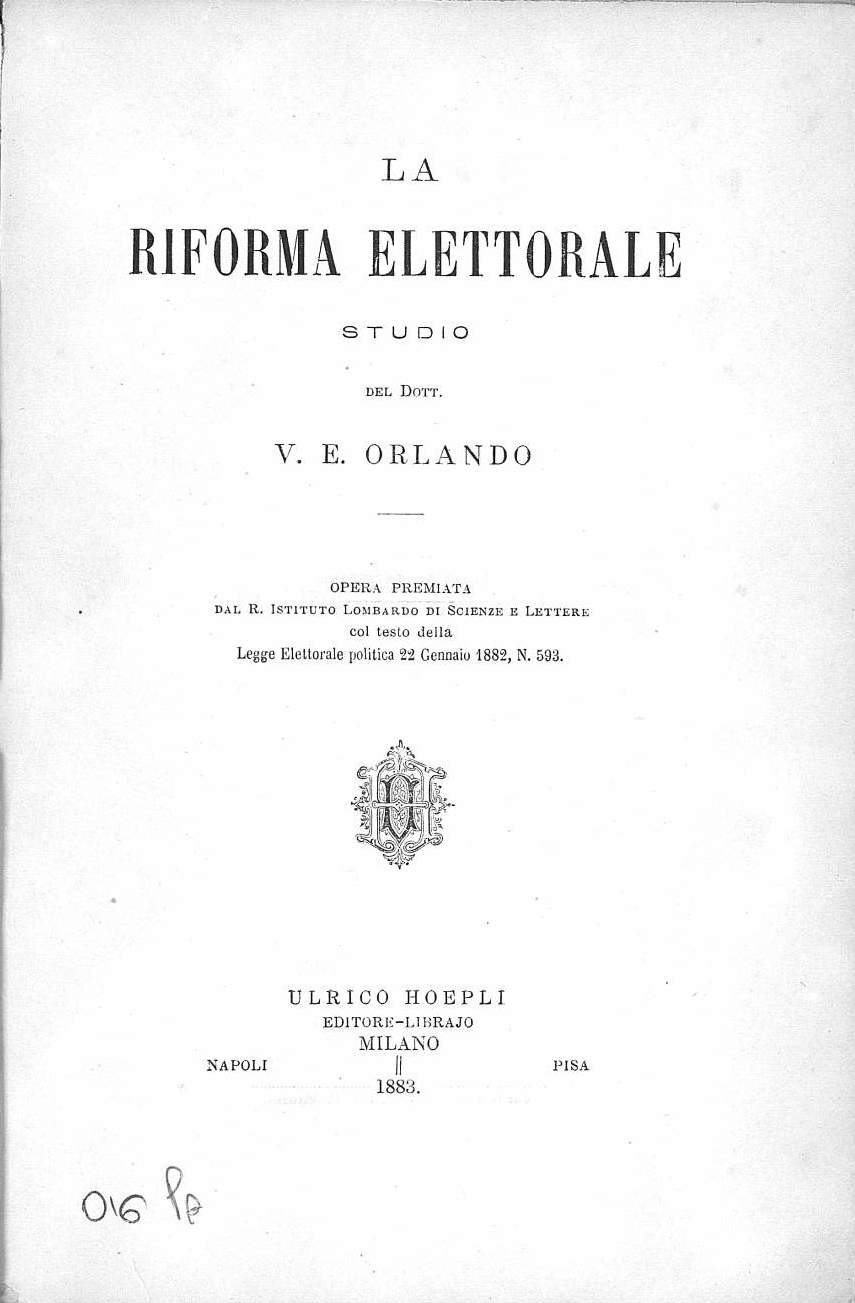
La riforma elettorale, 1883

## روابط خارجية
- فيتوريو إمانويلي أورلاندو على موقع الموسوعة البريطانية (الإنجليزية)
- فيتوريو إمانويلي أورلاندو على موقع الموسوعة البريطانية (الإنجليزية)
- فيتوريو إمانويلي أورلاندو على موقع مونزينجر (الألمانية)
- فيتوريو إمانويلي أورلاندو على موقع ديسكوغز (الإنجليزية)